# Senotín (nádraží)

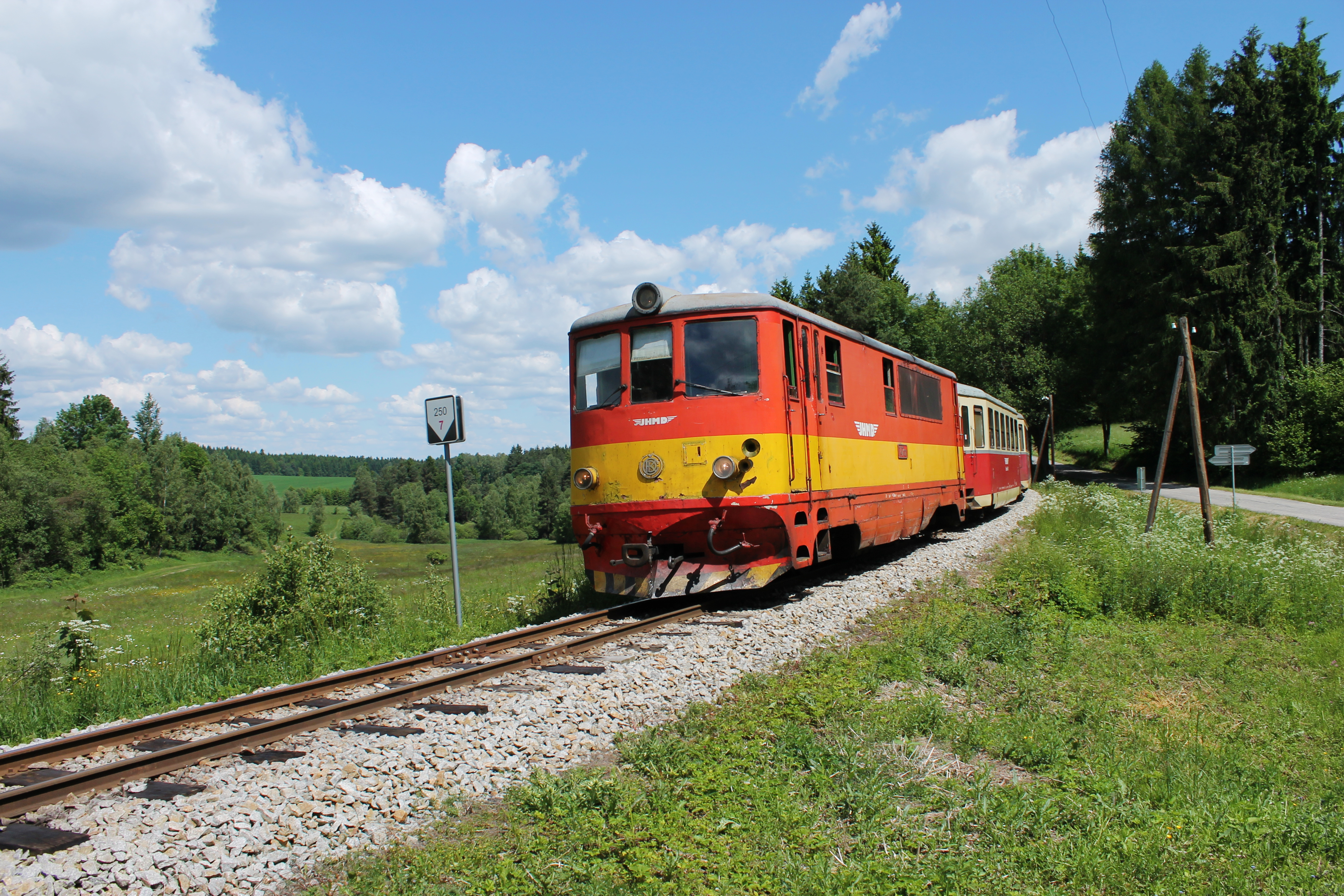
Lokomotiva 705.921 přijíždí do Senotína od Jindřichova Hradce

Senotín (německy Zinolten) je zastávka a dopravna na adrese Senotín 38 na dvacátém čtvrtém kilometru úzkorozchodné tratě Jindřichův Hradec – Nová Bystřice. Leží v nejvyšším bodě tratě v blízkosti vesnic Senotín a Klenová. Dopravna Senotín není obsazena dopravním zaměstnancem.[zdroj?]
Skrze přejezd v těsné blízkosti stanice prochází cyklistická trasa č. 1117 (Lásenice–Klenová). Protíná ji také žlutě značená trasa pro pěší turistiku. Nedaleko jižním směrem se nachází rybník Skalák a rašeliniště Klenová.[zdroj?]